# فيشا بلخة
قرية فيشا بلخة  هي إحدى القرى التابعة لمركز المحمودية في محافظة البحيرة في جمهورية مصر العربية. حسب إحصاءات سنة 2006، بلغ إجمالي السكان في فيشا بلخة 9248 نسمة، منهم 4547 رجل و4701 امرأة.

## التاريخ
قرية فيشا بلخة من القرى القديمة، واسمها الأصلي وقت الفتح الإسلامي لمصر جفستو (بالإنجليزية: Jphestou)‏، وقد وردت باسم فيشه بلخة في أعمال البحيرة ضمن قرى الروك الصلاحي التي أحصاها ابن مماتي في كتاب قوانين الدواوين، كما وردت باسم فيشه بلخايه في أعمال البحيرة ضمن قرى الروك الناصري التي أحصاها ابن الجيعان في كتاب «التحفة السنية بأسماء البلاد المصرية». وفي العصر العثماني كان اسمها في تربيع سنة 933هـ/1527م الذي أجراه الوالي العثماني سليمان باشا الخادم في عصر السلطان العثماني سليمان القانوني فيشه بلخا ضمن قرى ولاية البحيرة، وفي تاريخ 1228هـ/1813م الذي عدّ قرى مصر بعد المسح الذي قام به محمد علي باشا باسم فيشا بلخا ضمن قرى مديرية البحيرة.